# Dolichoderus scabridus
Dolichoderus scabridus é uma espécie de formiga do gênero Dolichoderus.